# Experience Hendrix: The Best of Jimi Hendrix
《Experience Hendrix: The Best of Jimi Hendrix》는 미국의 록 음악가 지미 헨드릭스의 컴필레이션 음반으로, 1997년 레거시 레코딩스에 의해 발매되었다. 이 싱글 콤팩트 디스크는 1966년 지미 헨드릭스 익스피리언스와의 첫 음반부터 1970년 빌리 콕스와 미치 미첼과의 마지막 음반까지 그의 경력에 걸쳐 20곡을 수집한다.
《Experience Hendrix》는 1997년 가족 회사인 익스피리언스 헨드릭스가 감독한 헨드릭스의 곡들을 모은 첫 번째 종합 컬렉션이다. 익스피리언스 밴드가 포함된 15곡과 헨드릭스의 나중에 후원하는 음악가들이 포함된 5곡이 포함되어 있다. 버디 마일스와 함께하는 《Band of Gypsys》 라인업의 노래는 포함되지 않는다. 《Experience Hendrix》는 1992년 베스트셀러 컴필레이션 《The Ultimate Experience》를 대체했는데, 이 곡은 비슷한 트랙 리스트를 특징으로 하지만 사후 발매된 곡들을 더 적게 포함하고 있다.

## 평가 및 차트
올뮤직의 리뷰에서 브루스 에더는 이 컴필레이션에 별 다섯 개 중 네 개를 주었다. 그는 이 컬렉션이 "완벽한 싱글 CD 지미 헨드릭스 앤솔로지가 되는 것을 놓칠 뿐"이라고 느꼈고, 헨드릭스의 주목할 만한 후기 작품 중 일부가 포함되어 있지만, 이전의 《Smash Hits》 컴필레이션에서 나온 몇 곡이 부족하다.
이 음반은 영국 음반 차트에서 18위, 미국 빌보드 200에서 133위에 올랐다. 이 음반은 닐슨 사운드스캔의 2002년 캐나다 톱 200 음반에서 187위에 올랐다. 2006년 미국 음반 산업 협회는 200만 장을 출하한 것에 대해 "2배 플래티넘"으로 인증했다.

## 곡 목록
모든 곡들은 특별한 언급이 없는 한 지미 헨드릭스에 의해 작사/작곡하였다.
| #   | 제목                             | 작사·작곡                            | 재생 시간 |
| --- | -------------------------------- | ------------------------------------ | --------- |
| 1.  | 〈Purple Haze〉                  |                                      | 2:51      |
| 2.  | 〈Fire〉                         |                                      | 2:43      |
| 3.  | 〈The Wind Cries Mary〉          |                                      | 3:20      |
| 4.  | 〈Hey Joe〉                      | 빌리 로버츠                          | 3:29      |
| 5.  | 〈All Along the Watchtower〉     | 밥 딜런                              | 3:58      |
| 6.  | 〈Stone Free〉                   |                                      | 3:35      |
| 7.  | 〈Crosstown Traffic〉            |                                      | 2:19      |
| 8.  | 〈Manic Depression〉             |                                      | 3:42      |
| 9.  | 〈Little Wing〉                  |                                      | 2:25      |
| 10. | 〈If 6 Was 9〉                   |                                      | 5:34      |
| 11. | 〈Foxey Lady〉                   |                                      | 3:18      |
| 12. | 〈Bold as Love〉                 |                                      | 4:11      |
| 13. | 〈Castles Made of Sand〉         |                                      | 2:47      |
| 14. | 〈Red House〉                    |                                      | 3:50      |
| 15. | 〈Voodoo Child (Slight Return)〉 |                                      | 5:12      |
| 16. | 〈Freedom〉                      |                                      | 3:25      |
| 17. | 〈Night Bird Flying〉            |                                      | 3:50      |
| 18. | 〈Angel〉                        |                                      | 4:22      |
| 19. | 〈Dolly Dagger〉                 |                                      | 4:45      |
| 20. | 〈Star Spangled Banner〉         | 프랜시스 스콧 키, 존 스태퍼드 스미스 | 3:46      |

## 인증
| 국가                                                                                         | 인증        | 판매량/출하량 |
| -------------------------------------------------------------------------------------------- | ----------- | ------------- |
| 아르헨티나 (CAPIF)                                                                           | 골드        | 30,000^       |
| 오스트레일리아 (ARIA)                                                                        | 골드        | 35,000^       |
| 이탈리아 (FIMI)                                                                              | 골드        | 25,000*       |
| 노르웨이 (IFPI 노르웨이)                                                                     | 골드        | 25,000*       |
| 영국 (BPI)                                                                                   | 플래티넘    | 300,000       |
| 미국 (RIAA)                                                                                  | 2× 플래티넘 | 2,000,000^    |
| *판매량을 기반으로 한 인증 · ^출하량을 기반으로 한 인증 · 판매량+스트리밍을 기반으로 한 인증 |             |               |